# Sweating Bullets
Sweating Bullets — песня американской трэш-метал-группы Megadeth из альбома Countdown to Extinction, изданного в 1992 году. Композиция вышла в виде сингла в 1993 году и заняла 29-е и 26 места в чартах Mainstream Rock Tracks и Великобритании соответственно.
Термин «Sweating Bullets» описывает нервного и встревоженного чем-либо человека. Эта песня — лирическое повествование о диссоциативном расстройстве идентичности.

## Музыкальное видео
Клип начинается с того, что Мастейн стоит перед зеркалом в психиатрической клинике. Сзади за плечо его хватает чья-то рука. Обернувшись, он видит самого себя. Другие участники группы, запертые в палатах, так же видят свои копии.

## Популярная культура
- Песня является одной из играбельных в Guitar Hero 5.
- Группа Pantera позаимствовала одну из строчек этой песни для названия своего коктейля «Black Tooth Grin».[2]

## Список композиций

### Диск 1
1. Sweating Bullets (Anxiety Edit) 4:11
2. Symphony of Destruction (Концерт) 4:03
3. Countdown to Extinction (Концерт) 4:21
4. Symphony of Destruction (Edited Gristle Mix) 3:49

### Диск 2
1. Sweating Bullets (Концерт) 5:00
2. Ashes in Your Mouth (Концерт) 6:27
3. Symphony of Destruction (Gristle Mix) 9:52

## Участники записи
- Дэйв Мастейн — гитара, гитарное соло, вокал
- Марти Фридмен — гитара, бэк-вокал
- Дэвид Эллефсон — бас-гитара, бэк-вокал
- Ник Менца — барабаны, бэк-вокал

## Чарты
| Чарты (1993)                    | Высшая позиция |
| ------------------------------- | -------------- |
| Ирландия (IRMA)                 | 18             |
| Великобритания (OCC UK Singles) | 26             |
| США (Billboard Mainstream Rock) | 27             |